# Солевые железы птиц

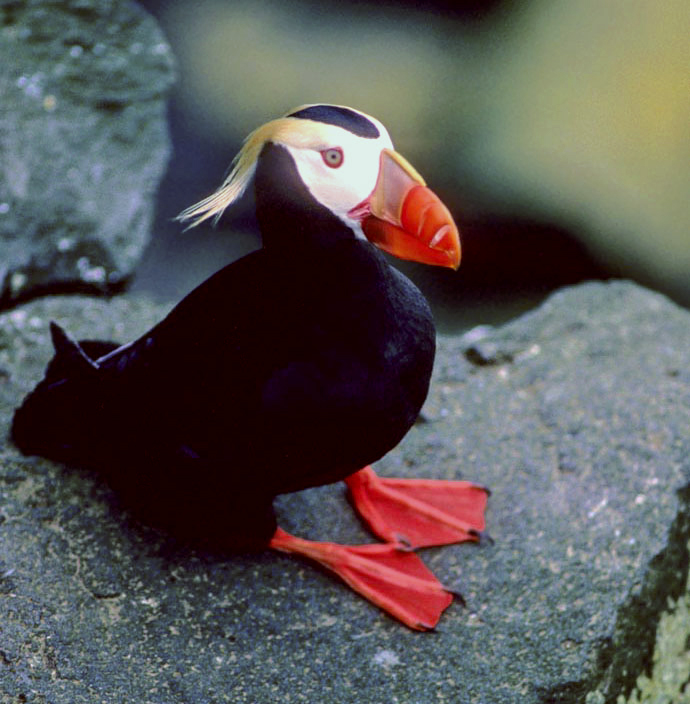
Представитель чистиковых — топорок

Солевая железа, или надглазничная железа, — особый орган у птиц, позволяющий эффективно выводить излишки соли (хлорида натрия) из организма и являющийся частью осморегулирующей системы. Позволяет морским птицам удовлетворять потребности в жидкости за счёт морской воды и является основным органом, выводящим большую часть солей из организма этих птиц.
Солевая железа впервые была открыта у чаек Шмидтом-Нильсеном при исследовании, каким способом морские птицы способны поддерживать свой осмотический баланс без поступления пресной воды извне, а его сотрудниками позднее было показано, что она играет важную роль в солевом обмене у многих морских птиц. Солевые железы являются видоизменёнными латеральными носовыми железами, расположенными на лобных костях над глазницей. Солевой раствор вытекает через ноздри и стекает к кончику клюва.
Наиболее развиты у морских птиц (трубконосые, чайки, чистики, пеликанообразные и др.), но также функционируют у некоторых пустынных форм (африканский страус, пустынная курочка и др.). У птиц, не связанных с потреблением излишков соли, носовые железы развиты слабо и практически не функционируют. Большая часть солей выделяется этими железами в составе прозрачной бесцветной жидкости, которая капает с кончика клюва. Жидкость является 5 % раствором хлорида натрия, то есть концентрация соли в ней в несколько раз больше, чем в слёзной жидкости, и практически вдвое выше, чем в морской воде.
Железы выделяют гипертонический раствор хлорида натрия. У птиц концентрация хлорида натрия в секрете, вырабатываемом солевыми железами, примерно в 5 раз выше, чем в крови.

## Строение
Микроскопические исследования солевой железы свидетельствуют, что она образована множеством параллельных цилиндрических долек. Каждая долька, в свою очередь, содержит в себе несколько тысяч канальцев, которые радиально ответвляются от центрального протока. В данных канальцах, диаметр которых составляет несколько микрон, и происходят процессы секреции солевого раствора. Активное выделение соли происходит через эпителиальный слой ветвящихся канальцев, образованных из особых секреторных клеток. На базальной стороне мембраны данных клеток имеются глубокие складки. Помимо этого в данных клетках имеется очень много митохондрий. Как и в другом эпителии с транспортной функцией, соседние клетки тесно соприкасаются друг с другом, образуя плотные контакты. Подобное строение предотвращает обильное просачивание воды или растворенных веществ с одной стороны эпителиального слоя на другую, минуя сами клетки. Образование секрета солевыми железами не включает в себя процесс фильтрации, как в случае образования мочи в почечных клубочках. Солевые железы у птиц построены как противоточная система, способствующая концентрированию солей в выделяемой ими жидкости. Параллельно канальцам располагается капиллярная сеть, движение крови в которой противоположно току солевого раствора в канальцах. Подобный характер потоков способствует поддержанию по всей длине канальцев минимального градиента концентрации хлорида натрия между кровью и секретируемой жидкостью. Благодаря этому сводится к минимуму градиент концентрации, необходимой для восходящего переноса солей из плазмы крови в секрет железы. В механизме переноса ионов в солевой железе птиц главный градиент концентрации между кровью и жидкостью, выделяемой железой, устанавливается на границе между просветом самой железы и секреторной клеткой, в эффективной апикальной мембране клетки.

## Регуляция секреторной активности железы
Секреторная активность железы регулируется непосредственно нервной системой (парасимпатической). Также имеет место нейроэндокринная регуляция. Исследования эндокринной регуляции солевой железы птиц дают основание полагать, что регулирующее влияние на секрецию соли оказывают ряд гормонов, как то: кортикостерон и аргининвазотоцин.
Секреторная активность солевой железы, по-видимому, регулируется по принципу положительной обратной связи и находится в зависимости от концентрации хлорида натрия в крови. Первоначальным пусковым сигналом служит изменение осмотической концентрации крови, так как солевые железы у птиц начинают активизироваться только после заглатывания морской воды или после введения гипертонических растворов. Рецепторы, реагирующие на избыток соли в организме, находятся у птиц в сердце и возбуждаются под действием повышенной тоничности крови. Однако непосредственным стимулом, вызывающим и поддерживающим секрецию, служит выделение ацетилхолина окончаниями холинэргических нервных окончаний солевой железы. Раздражение лицевого нерва также оказывает стимулирующее воздействие на секрецию солевой железы.